# 太平洋島嶼

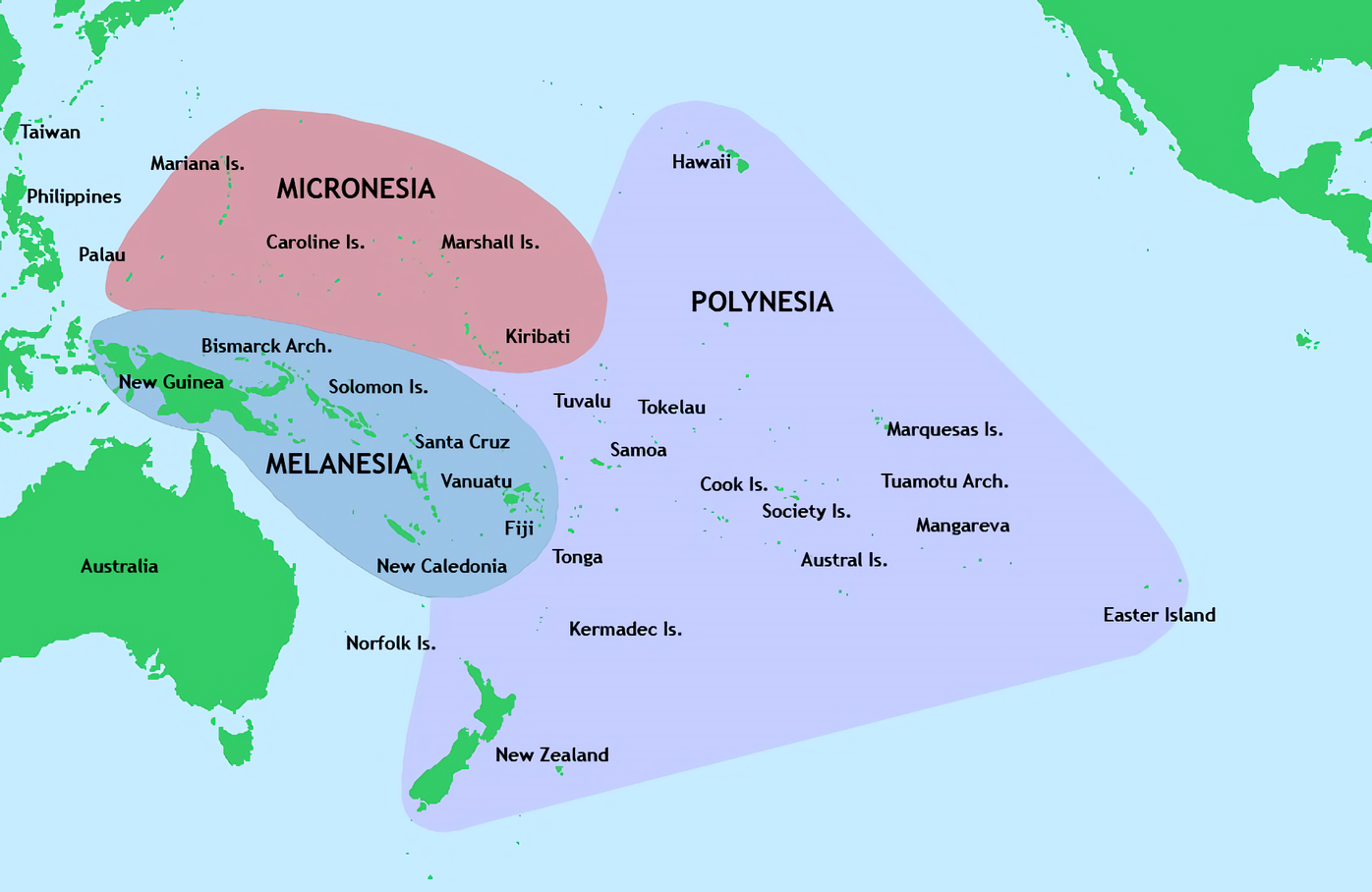
大洋洲三大岛群的地图

太平洋島嶼（英语：Pacific islands）即是指散布於太平洋的島嶼，狭义上指大洋洲的三大島群，即：美拉尼西亞島群、密克羅尼西亞島群、玻里尼西亞島群。

## 島群
美拉尼西亞島群（Melanesia，希臘語字根為「黑人群島」之義）位於赤道以南，西太平洋，包括：所羅門群島、萬那杜、斐濟等。美拉尼西亞島群的島嶼多屬大陸型，屬於大陸邊緣弧狀山脈的延續部分，各列島弧之間有深海盆和深海溝。
密克羅尼西亞島群（Micronesia，希臘語字根為「小島」之義）
位於赤道以北，西太平洋，包括：馬紹爾群島、關島、諾魯、帛琉、吉里巴斯、密克羅尼西亞聯邦等。
玻里尼西亞島群（Polynesia，希臘語poly相當於眾多之意，而nesi則相當於島）
位於東太平洋，包括：夏威夷群島、東加、吐瓦魯、薩摩亞等。